# La Mère Jasette
 (mars 2021).
La Mère Jasette est l'héroïne d'une série éponyme de bande dessinée humoristique créée par H. Christin dans Le Petit Journal entre 1939 et 1951.

## Description
La Mère Jasette, création d'H. Christin, paraît dans les pages du Petit Journal entre le 19 février 1939 et 4 novembre 1951. Le personnage principal est une femme dans sa maturité qui échange les répliques avec son entourage et « profère les pires inepties »,.
D'après Michel Viau, la série tient une place particulière dans l'histoire de la bande dessinée québécoise parce qu'elle met en scène, pour la première fois, un personnage féminin adulte et relativement peu séduisant, ce qui tranche avec celles représentant des petites filles ou les héroïnes attrayantes transposées depuis la bande dessinée américaine,.

### Documentation
- Michel Viau, BDQ Histoire de la bande dessinée au Québec tome 1: des origines à 1979, MEM9IRE, avril 2014 (ISBN 978-2-9814152-2-6), p. 109-110